# Wily Mignon
Pour les articles homonymes, voir Mignon (homonymie).
Wily Mignon, nom de scène de Mignon E. Wilfried, né le 29 avril 1986 à Parakou et mort à Ouagadougou le 4 février 2025, est un artiste chanteur, arrangeur et compositeur béninois.

## Biographie
Wily Mignon naît le 29 avril 1986 au Bénin dans la ville de Parakou. Il commence dans la musique avec ses sœurs dans la ville de Ouidah où il était le chef de l’orchestre du collège d'enseignement général 2 de Ouidah et à l'université. Il a été bassiste des canons B52 du campus de Porto-Novo. Il crée le concept « Noudjihou » en juin 2007 avec le lancement de son tout premier album qui a eu du succès auprès du public juvénile,,. Il meurt le 4 février 2025 à l'hôpital Yalgado de Ouagadougou au Burkina Faso, après une brève maladie,.

### Vie privée
Wily Mignon a été en couple avec la chanteuse béninoise Dossi, mais le couple se sépare en 2021.

## Discographie
Wily Mignon a son actif plusieurs singles,
- Mindédji
- Lintchin
- Mimanonwlao

## Création
- Concept Noudjihou